# دوميترو نادو
دوميترو نادو (بالرومانية: Dumitru Nadu)‏ هو لاعب كرة قدم روماني في مركز الدفاع، ولد في 10 مايو 1957 في تيميشوارا في رومانيا. لعب مع نادي كارلسروه.

## وصلات خارجية
- دوميترو نادو على موقع قاعدة بيانات كرة القدم.إي يو (الإنجليزية)
- دوميترو نادو على موقع بيانات كرة القدم. دي إي (الألمانية)
- دوميترو نادو على موقع عالم كرة القدم.نت (الإنجليزية)